# Carles Aleñá
Carles Aleñá Castillo (Mataró, 1998. január 5. –) spanyol labdarúgó. A La Ligában szereplő Getafe játékosa. Többszörös spanyol utánpótlás-válogatott játékos.

## Pályafutása

### Korai évek
Alená 2005-ben, 7 éves korában kezdte labdarúgó-pályafutását, a Barcelona akadémiáján, a La Masiában.

### Klubcsapatban

#### FC Barcelona/B
2015. augusztus 29-én debütált a B csapatban, csereként váltotta a macedón David Babunskit a CF Pobla de Mafumet elleni 0–0-ás mérkőzésen. Szeptember 16-án debütált UEFA Ifjúsági Liga-ban is, az AS Roma elleni 0-0-ás mérkőzésen. Az első gólját november 20-án szerezte meg, az FK BATE Bariszav ellen. A B csapatban az első gólját december 19-én szerezte meg a CD Eldense elleni 4–2-re elvesztett mérkőzésen.
2016. február 10-én nevezte először a Barcelona az első csapatába, a Valencia CF elleni spanyol kupa meccsére, de nem kapott játéklehetőséget. Ez év november 30-án ugyancsak a spanyol kupában bemutatkozhatott a nagycsapatban a Hércules elleni 1-1 re végződő mérkőzésen, nem is akármilyen debütálás volt, hiszen megszerezte az első gólját is.
2017. április 2-án pedig a La Ligában is bemutatkozott egy 4-1-re megnyert, Granada CF elleni  összecsapáson, a 87 percben Ivan Rakitić helyére állt be. Június 28-án plusz három éves szerződést kötött a csapattal, beleértve a 75 millió eurós kiadási záradékot is. 2018 júliusában a rangos Golden Boy-díjra jelölték. 2018 december 4-én hivatalosan is az első csapatba került, két nappal azután hogy az első gólját megszerezte a bajnokságban is a Villarreal CF elleni 2-0-ás győzelemmel.
2018. december 11-én debütált a 2018–2019-es Bajnokok Ligája csoportkörének utolsó összecsapásán. A csapat akkori edzője Ernesto Valverde a kezdőben adott neki lehetőséget, a Tottenham Hotspur elleni 1–1-es hazai mérkőzésen.

#### Real Betis
2019. december 28-án az FC Barcelona kölcsönadta az egyszeres bajnok Sevillai együttesnek, a 2019–2020-as szezon végéig. A csapatban a 24-es mezszámot viselte.
2020. január 5-én csereként debütált a Deportivo Alavés elleni 1–1-s bajnoki mérkőzésen. A 78. percben Nabil Fekirt váltotta. Július 7-én megszerezte az első bajnoki gólját a CA Osasuna elleni 3–0-s hazai diadalon.
Az együttesben összesen 17 bajnoki és 2 kupamérkőzésen lépett pályára.

#### Getafe
2021. január 6-án jelentették be, hogy a 2020–2021-es idény végéig kölcsönbe kerül a madridi együtteshez. Öt nappal később egy 1–3-as Elche CF elleni győzelemmel mutatkozott be a csapatba. Február 27-én szerezte első gólját a Valencia CF elleni találkozón.
2021 nyarán a Getafe végleg megvásárolta játékjogát a Barcelonától.

### A válogatottban

#### Spanyolország
Tagja volt a spanyol; U16, U17, U19 és az U21-es utánpótlás csapatoknak. Szerepelt a 2015-ös U17-es labdarúgó-Európa-bajnokságon, amely tornán a csapata összes mérkőzését végigjátszotta, és a negyeddöntőig jutottak.

## Statisztika
2023. április 1-i állapot szerint.
| Klub                 | Szezon           | Bajnokság          | Bajnokság | Bajnokság | Kupa  | Kupa  | Nemzetközi | Nemzetközi | Egyéb | Egyéb | Összes | Összes |
| Klub                 | Szezon           | Liga               | Mérk.     | Gólok     | Mérk. | Gólok | Mérk       | Gólok      | Mérk. | Gólok | Mérk.  | Gólok  |
| -------------------- | ---------------- | ------------------ | --------- | --------- | ----- | ----- | ---------- | ---------- | ----- | ----- | ------ | ------ |
| Barcelona B          | 2015/16          | Segunda División B | 14        | 1         | —     | —     | —          | —          | —     | —     | 14     | 1      |
| Barcelona B          | 2016/17          | Segunda División B | 23        | 3         | —     | —     | —          | —          | 6     | 0     | 29     | 3      |
| Barcelona B          | 2017/18          | Segunda División   | 38        | 11        | —     | —     | —          | —          | —     | —     | 38     | 11     |
| Barcelona B          | 2018/19          | Segunda División B | 8         | 3         | —     | —     | —          | —          | —     | —     | 8      | 3      |
| Barcelona B          | Összesen         | Összesen           | 83        | 18        | —     | —     | —          | —          | 6     | 0     | 89     | 18     |
| Barcelona            | 2016/17          | La Liga            | 3         | 0         | 1     | 1     | 0          | 0          | 0     | 0     | 4      | 1      |
| Barcelona            | 2017/18          | La Liga            | 0         | 0         | 3     | 0     | 0          | 0          | 0     | 0     | 3      | 0      |
| Barcelona            | 2018/19          | La Liga            | 17        | 2         | 7     | 0     | 3          | 0          | 0     | 0     | 27     | 2      |
| Barcelona            | 2019/20          | La Liga            | 4         | 0         | 0     | 0     | 1          | 0          | 0     | 0     | 5      | 0      |
| Barcelona            | 2020/21          | La Liga            | 2         | 0         | 0     | 0     | 3          | 0          | 0     | 0     | 5      | 0      |
| Barcelona            | Összesen         | Összesen           | 26        | 2         | 11    | 1     | 7          | 0          | 0     | 0     | 44     | 3      |
| Real Betis (kölcsön) | 2019/20          | La Liga            | 17        | 1         | 2     | 0     | —          | —          | —     | —     | 19     | 1      |
| Real Betis (kölcsön) | Összesen         | Összesen           | 17        | 1         | 2     | 0     | —          | —          | —     | —     | 19     | 1      |
| Getafe (kölcsön)     | 2020/21          | La Liga            | 22        | 2         | —     | —     | —          | —          | —     | —     | 22     | 2      |
| Getafe               | 2021/22          | La Liga            | 33        | 1         | 0     | 0     | —          | —          | —     | —     | 33     | 1      |
| Getafe               | 2022/23          | La Liga            | 25        | 2         | 3     | 0     | —          | —          | —     | —     | 28     | 2      |
| Getafe               | Összesen         | Összesen           | 80        | 5         | 3     | 0     | —          | —          | —     | —     | 83     | 5      |
| Karrier összesen     | Karrier összesen | Karrier összesen   | 206       | 26        | 16    | 1     | 7          | 0          | 6     | 0     | 235    | 27     |

1. 1 2 3  Mérkőzése(i) a Bajnokok Ligájában

## Családja
Aleñá apja: Francesc, szintén focista volt, igaz nem futott be olyan pályafutást mint a fia, több klubban játszott az 1980-as és 1990-es években.
2020. április 7-én egy lánya született.

## Sikerei, díjai

### Klub

#### Barcelona
- Spanyol bajnokság: 2018–2019
- Spanyol kupa: 2016–17, 2017–18